# Ахмед Насер аль-Раиси
Ахмед Насер аль-Раиси (араб. أحمد ناصر الريسي‎; англ. Ahmed Naser Al-Raisi) — государственный деятель Объединённых Арабских Эмиратов; генерал-майор полиции, генеральный инспектор министерства внутренних дел Объединённых Арабских Эмиратов. 25 ноября 2021 года был избран президентом Интерпола.

## Биография
Поступил в полицию Абу-Даби в 1980 году, продвигался по службе, став генеральным директором Центральных операций полиции Абу-Даби в 2005 году. В 2015 году он был назначен генеральным инспектором министерства внутренних дел ОАЭ. Получил докторскую степень в Лондонском университете Метрополитен.
С 2018 года — член исполнительного комитета Интерпола.

## Критика
Правозащитники и члены Европарламента выразили озабоченность по поводу избрания аль-Раиси главой Интерпола, так как в ряде стран его обвиняют в пытках и поощрении насилия в тюрьмах ОАЭ. Ещё в октябре 2020 года 19 международных правозащитных организаций назвали аль-Раиси неотъемлемой частью силового аппарата, который у него на родине систематически преследует мирных критиков власти. В частности, против его избрания главой Интерпола выступили британский учёный Мэттью Хеджес и британский футбольный болельщик Али Исса Ахмад, которые были арестованы в ОАЭ и заявляли о жестоком обращении с ними в тюрьмах этой страны.